# Haus Alvinghof

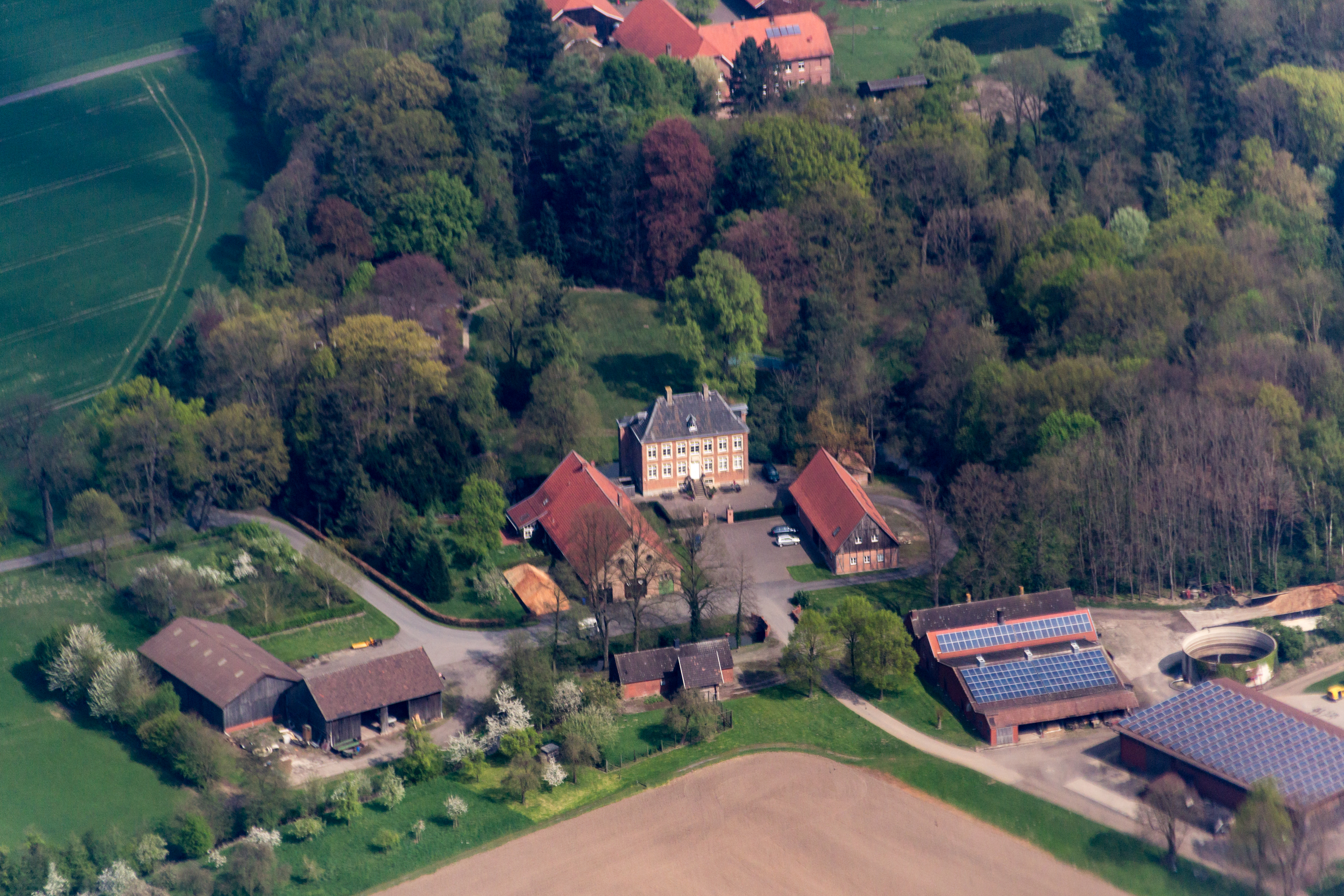
Luftbild von Haus Alvinghof, 2014

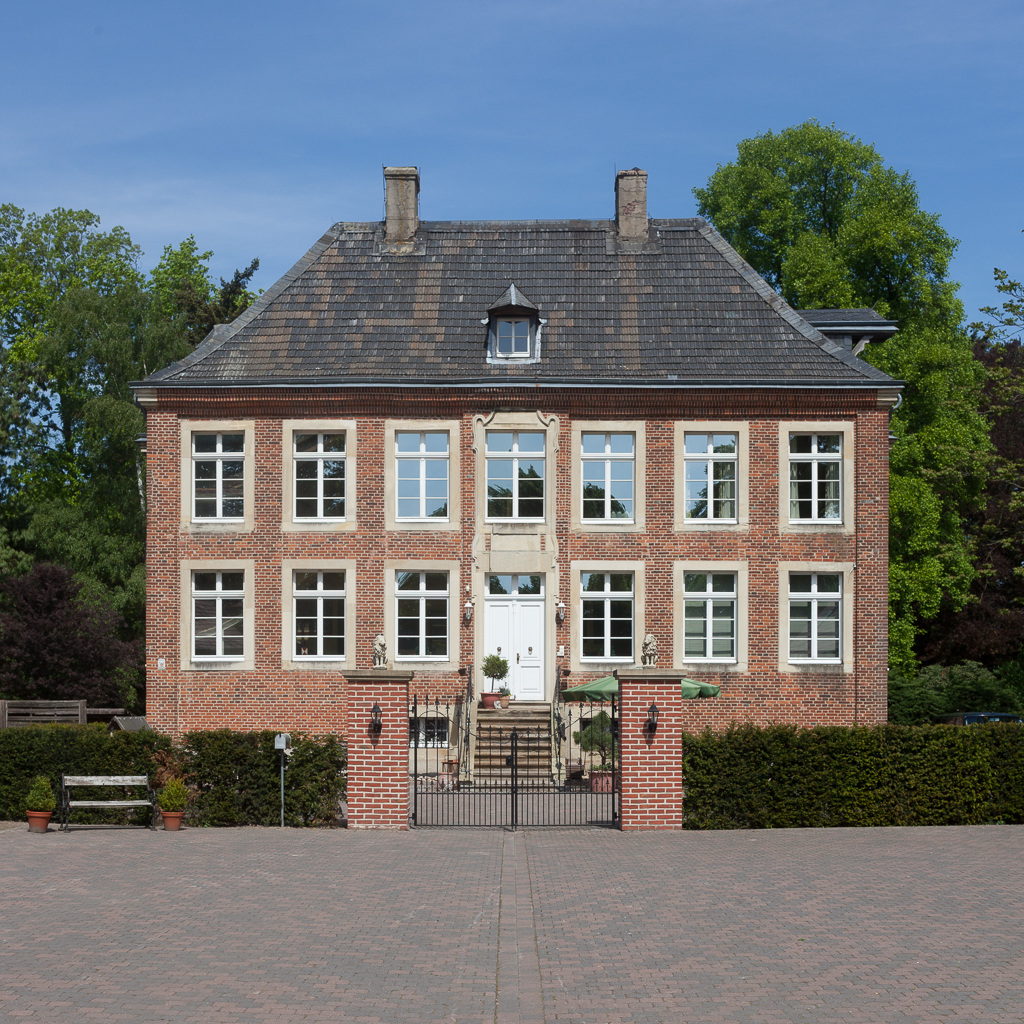
Haus Alvinghof, 2011

Das Haus Alvinghof ist ein denkmalgeschütztes Gebäude in Bösensell, einem Ortsteil der Gemeinde Senden im Kreis Coesfeld, in Nordrhein-Westfalen.

## Geschichte
Das erstmals 1381 urkundlich belegte Haus Alvinghof war eine von einer Gräfte umgebene unregelmäßige mittelalterliche Wasserburg. Aus dem Konkursverfahren des kurkölnischen Kämmerers und Domherrn in Münster und Paderborn, Clemens August von Kerckerinck zur Borg, erwarb 1749 der fürstbischöfliche Vicekanzler und Archivarius Friedrich Christian von und zur Mühlen das Anwesen. Mit der Neuanlage beauftragte er Johann Conrad Schlaun, der zuvor für denselben Bauherrn den Umbau des benachbarten Hauses Ruhr vorgenommen hatte. 1751 erfolgten die Niederlegung des Torhauses und anschließend die Errichtung des Neubaus. Das erste Planungskonzept sah zunächst einen Baukörper mit hofseitig vorspringendem Stiegenhaus vor, rückwärtig über eine Brücke mit dem jenseits der Gräfte gelegenen Garten verbunden. In einer zweiten Planstufe wurde die rückwärtige Fassade vorgezogen und seitlich von Abortschächten eingefasst, die unmittelbar in die Gräfte entleerten. Im Ausführungsentwurf schließlich wurde das Stiegenhaus in das Haus einbezogen und dadurch die Baukörperform entschieden vereinfacht.

## Architektur
Das von Schlaun errichtete Herrenhaus stellt ein in Sichtziegelmauerwerk ausgeführtes zweigeschossiges und siebenachsiges Bauwerk dar, abgeschlossen von einem Walmdach. Die Wandflächen sind in der für den Baumeister charakteristischen Weise durch ein Rahmensystem in Mauerstreifen gegliedert. Hofseitig ist die Portalachse durch eine eigene Rahmenform in Baumberger Sandstein hervorgehoben, wobei aber das Wappenfeld in Bosse verblieben ist, während rückwärtig drei Fensterachsen als Mittelrisalit ausgebildet sind.
Die Hofanlage wird seitlich durch das in Fachwerk ausgeführte Wagenhaus und das um 1900 in Ziegel erneuerte Bauhaus begrenzt, die durch ihre leichte Schrägstellung zueinander den Hofraum größer erscheinen lassen. In der Kombination von Wirtschaftshof und aufwendig gestaltetem Herrenhaus äußert sich zugleich die ambivalente Stellung zwischen Gutshof und Maison de plaisance.